# 700-as busz
A 700-as jelzésű elővárosi autóbusz Budapest, Budatétény vasútállomás (Campona) és Érd, autóbusz-állomás között közlekedik. A járatot a MÁV Személyszállítási Zrt. üzemelteti.

## Megállóhelyei
| 0                                 | Budapest, Budatétény vasútállomás (Campona) végállomás | 18 | 13, 13A, 88, 101E, 113, 138, 150, 150B, 287 S40 S42 G43 G44 |
| 1                                 | Budapest, Budatétény vasútállomás (Növény utca)        | 17 | 13, 13A, 33, 88, 101B, 101E, 113, 113A, 114, 133E, 213, 214, 287 |
| 2                                 | Budapest, Dózsa György út                              | 16 | 33, 133E |
| 3                                 | Budapest, Tenkes utca                                  | 15 | 33, 133E |
| 4                                 | Budapest, Bartók Béla út                               | 14 | 33, 133E |
| 5                                 | Budapest, Petőfi Sándor utca                           | 13 | 33, 133E S30 G30 S34 S35 S36 G43 (Kastélypark megállóhely) |
| 6                                 | Budapest, Angeli utca / Nagytétényi út                 | 12 | 13, 33, 113, 113A, 133E |
| 7                                 | Budapest, Nagytétény, Erdélyi utca                     | 11 | 133E |
| 9                                 | Budapest, Bányalég utca                                | 9  | 133E |
| 10                                | Budapest, Nagytétény, ipartelep                        | 8  | 133E |
| 12                                | Budapest, Tétényi út (Érd, Tétényi út)                 | 6  | |
| Budapest–Érd közigazgatási határa |                                                        |    | |
| 14                                | Érd, Sulák-Árok                                        | 4  | |
| 15                                | Érd, Állami Gazdaság                                   | 3  | |
| 16                                | Érd, Erika utca                                        | 2  | 710, 712, 720, 722, 744, 746 |
| 18                                | Érd, autóbusz-állomás végállomás                       | 0  | 705, 710, 712, 715, 720, 722, 731, 733, 734, 735, 736, 741, 742, 744, 745, 746, 755, 756 1120, 1134 S30 G30 Z30 S34 S35 S36 sebesvonat (Érd alsó megállóhely) S40 G40 Z40 S42 Z42 G43 G44 (Érd felső megállóhely) |